# Випадок у Даш-Кале
«Випадок у Даш-Калі» — радянський драматичний художній фільм 1963 року, знятий Мередом Атахановим на кіностудії «Туркменфільм».

## Сюжет
Майя, що виросла в місті, приїжджає в старий аул Даш-Калу. Молода вчителька стає свідком того, як юну Солтан намагаються продати заміж. Чималу роль у зводництві грає і сам директор школи, у якого виховується дівчинка. Вислухавши Майю, прокурор зажадав неспростовних доказів. Їх не було. Обійшовши всіх жителів аулу, Майя прийшла до голови колгоспу. Старий Гандим-Ага зупинив приготування весільної церемонії. Майя почала збиратися до від'їзду до міста, але директор школи роздобув фальшиву метрику, яка стверджує, що Солтан повнолітня. Коли весільна метушня відновилася, дівчинка, впевнена у тому, що її підтримає вчителька, втекла з дому дядька. Вона не помилилася. Майя вирішила не повертатися в місто і не дала вчинити злочин.

## У ролях
- Куллук Ходжаєв — Гандим-Ага, голова колгоспу
- Дурди Сапаров — Берди-Ага
- Аннагуль Аннакулієва — Ене Караївна
- Селбі Курбанова — Мая, вчителька
- Айшат Курбанова — Солтан
- Майя Аймедова — Джахан
- Баба Аннанов — Полат
- М. Атаджанова — епізод
- Сарри Карриєв — епізод
- Сабіра Атаєва — епізод
- Артик Джаллиєв — Курк, агроном
- Айсалтан Бєрдиєва — епізод

## Знімальна група
- Режисер — Меред Атаханов
- Сценаристи — Моріс Сімашко, Микола Фігуровський
- Оператор — Олексій Полканов
- Композитори — Велі Мухатов, Михайло Осокін
- Художник — Володимир Богомолов